# Elbling
Elbling er en hvid druesort, som primært dyrkes i Moselregionen i Tyskland og i Luxembourglangs Mosel. Sorten har en lang historie: den dækkede de fleste tyske vinmarker i middelalderen og var landets mest dyrkede sort til primo 20. århundrede. I 2006 var der 583 hektar Elbling-vinmarker i Tyskland, hvilket placerede den som landets 23. mest dyrkede sort. 98,6 % dyrkes i Mosel-regionen og 122,9 hektar i Luxembourg.
Elbling giver lavt sukkerindhold og en vin med megen syre og ret neutral karakter. Det gør den særlig egnet til mousserende vine som f.eks. Mosel Sekt.

## Synonymer
Elbling kendes under følgende synonymer: Albana, Albe, Alben, Albig, Albuelin, Albuelis, Allemand, Allemand Blanc, Alsacien, Alva, Argentin, Biela Zrebnina, Bielovacka, Bielovcka, Blesec, Blesez, Bourgeois, Burgauer, Burgeger, Burgegger, Burger, Burger Elbling, Burgundertraube Gruen, Burgyre, Dickelbling, Elbai Feher, Elbe, Elbele, Elben, Elben Feher, Elber, Elbling Weiss, Elbinger, Elmene, Facum, Facun, Facun Blanc, Farantbily, Faucun, Frankenthal Blanc, Gemeine Traube, Geschlachter Burger, Gonais Blanc, Gouais Blanc, Grobburger, Grobe, Grobriesling, Gros Blanc, Grossriesler, Grossriesling, Hartalbe, Haussard, Herblink, Heunisch Gruen, Isodora Brachybus, Klaemmer, Kleinbeer, Kleinbeere, Kleinberger, Klember, Klemmer, Klemplich, Kratkopeccelj, Kristaller, Kristeller, Kurzstingel, Kurzstingl, Kurzstingler, Le Gros, Luttenbershna, Marmont Vert, Marmot, Mehlweisse, Morawka, Mouillet, Naesslinger, Nuernberger Zaeh, Nuesslinger, Pecek, Pezhech, Pezhek, Plant Commun, Plant Madame, Raifrench, Rauhelbene, Reinfransch, Rheinalben, Rheinelbe, Seretonina, Silberweiss, Silvaner Weiss, Spizelbe, Srebonina, Suessgrober, Suessgrobes, Sussgrober, Tarant Bily, Tarant De Boheme, Verdin Blanc, Vert Blanc, Vert Doux, Weissalbe, Weisselben, Weisselbling, Weisser Dickelbling, Weisser Elbling, Weisser Sylvaner, Welsche, Welschel.